# Metropolia di Demetriade e Almyros

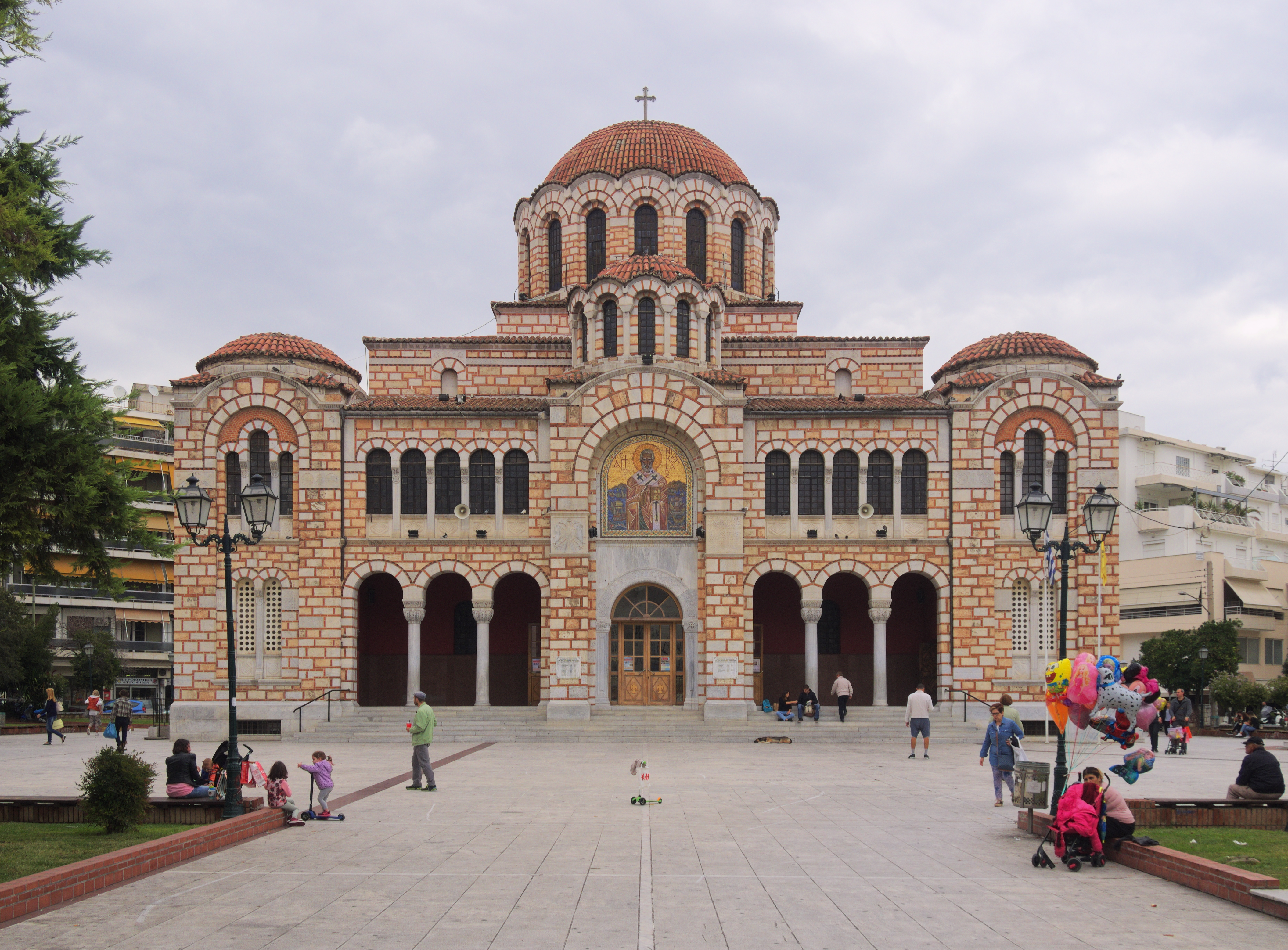
La cattedrale metropolitana di San Nicola.

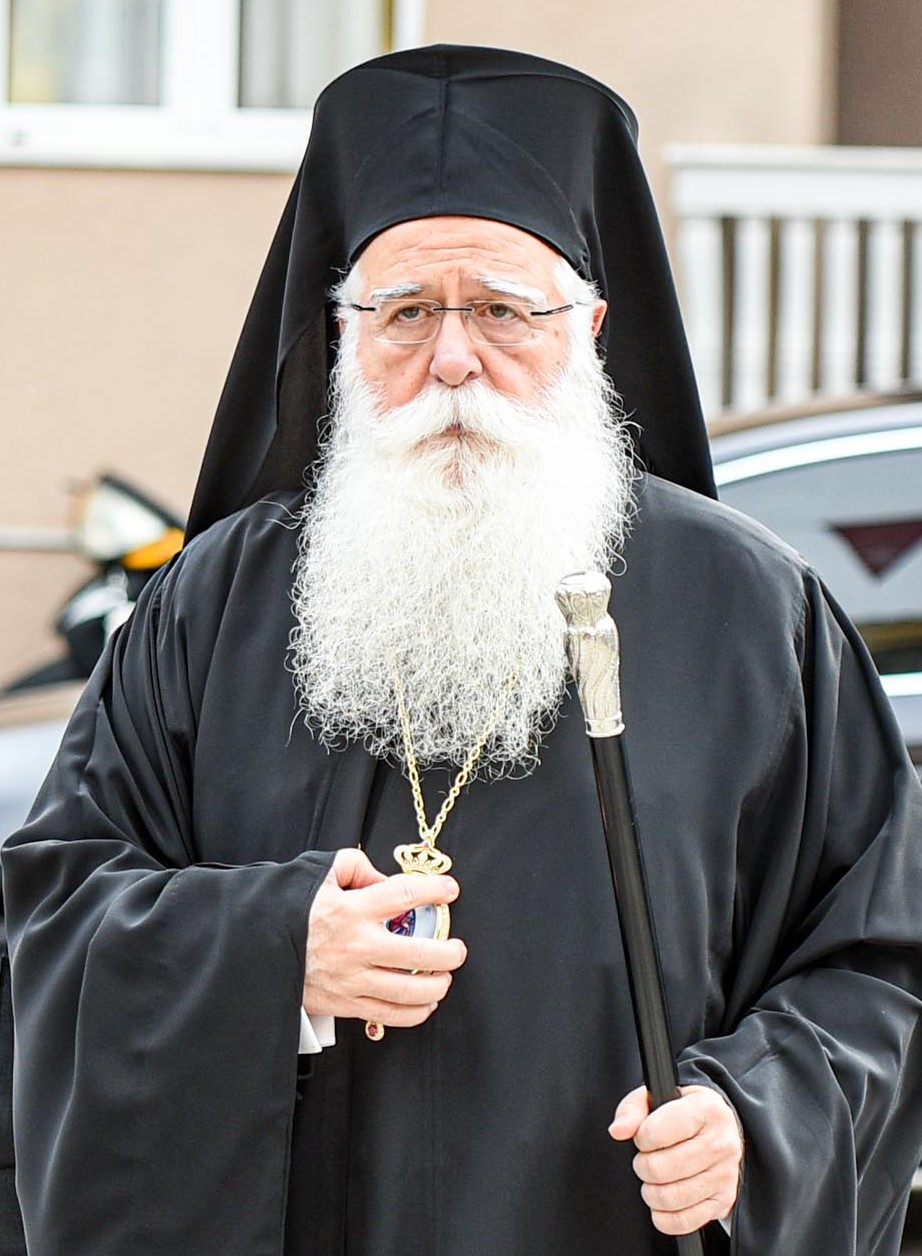
Ignazio Georgakopoulos, metropolita di Demetriade dal 1998.

La metropolia di Demetriade e Almyros (in greco Ιερά Μητρόπολις Δημητριάδος και Αλμυρού?, Ιερά Μητρόπολις Δημητριάδος και Αλμυρού) è una diocesi della Chiesa di Grecia, con sede a Volo, dove si trova la cattedrale di San Nicola.
Dal 10 ottobre 1998 il metropolita è Ignazio Georgakopoulos.

## Storia
Demetriade, le cui rovine si trovano nei pressi di Volos, è un'antica sede vescovile della provincia romana di Tessaglia in Grecia, suffraganea dell'arcidiocesi di Larissa nel patriarcato di Costantinopoli. Fino alla prima metà dell'VIII secolo, tutte le diocesi della Grecia e dell'Illirico appartenevano al patriarcato di Roma, finché l'imperatore Leone III Isaurico non le sottrasse a Roma per sottometterle al patriarcato di Costantinopoli. La diocesi è menzionata per la prima volta nella Notitia Episcopatuum attribuita all'imperatore Leone VI (inizio X secolo), dove appare al primo posto tra le suffraganee di Larissa. La diocesi appare in tutte le Notitiae fino al XVIII secolo.
Diversi vescovi sono noti di questa sede nel primo millennio cristiano. Massimino, passato al partito nestoriano, fu deposto nel concilio di Efeso del 431. Costantino prese parte al secondo concilio di Efeso (449) e al concilio di Calcedonia (451). Nella prima metà del VI secolo sono documentati due vescovi: Abbondanzio e Probiano. Quest'ultimo aveva sollevato delle accuse nei confronti del suo metropolita, Stefano di Larissa. Un anonimo vescovo di Demetriade abbandonò il partito sostenitore del culto delle icone e fu destinatario di due lettere di Teodoro Studita tra l'816 e l'818. Senofonte prese parte al concilio dell'879 che riabilitò il patriarca Fozio. La sigillografia ha restituito il nome di altri due vescovi, Saba e Leone, vissuti nel IX e X secolo.
In seguito alla quarta crociata, fu istituita una diocesi di rito latino, cosa che non impedì alla comunità locale ortodossa di avere un proprio vescovo.
Nel XIII secolo alla sede è unito il titolo di Almyros, sostituito da quello di Zagora nel XV secolo. Nel 1757 la sede fu elevata al rango di arcidiocesi autocefala, ossia direttamente dipendente dal patriarca di Costantinopoli: il primo arcivescovo fu Gregorio, fratello del patriarca Callinico V. Qualche anno dopo, nel 1794, fu elevata al rango di metropolia: il primo metropolita fu Atanasio III, nipote del patriarca Gerasimo III.
Nel 1882 la Tessaglia entrò a far parte dello stato greco e la metropolia di Demetriade fu annessa alla Chiesa di Grecia e dunque sottratta al patriarcato di Costantinopoli. Contestualmente fu ridotta a semplice diocesi, per riacquistare l'antico status di metropolia nel 1922. Ha assunto il nome attuale nel 1957.

## Cronotassi
- Massimino † (? - 431 deposto)[3]
- Costantino † (prima del 449 - dopo il 451)[3]
- Abbondanzio † (inizio VI secolo)[3]
- Probiano † (menzionato nel 531)[3]
- Saba † (seconda metà del IX secolo)[5]
- Anonimo † (menzionato tra l'816 e l'818)[6]
- Senofonte † (menzionato nell'879)[7]
- Leone † (seconda metà del X secolo)[8]
- Giovanni † (menzionato nel 1156)[3]
- Nicola Blattes † (attestato dal 1230 al 1240)[9]
- Neofito †[3]
- Niceforo † (seconda metà del XII secolo)[9]
- Arsenio † (prima del 1271)[3]
- Michele Panaretos † (attestato dal 1271 al 1275)[3]
- Bessarione † (? - 1490 eletto metropolita di Larissa)[3]
- Giuseppe † (menzionato nel 1557)[10]
- Teofilo † (menzionato nel 1565)[10]
- Joasaf † (menzionato nel 1571)[10]
- Pacomio † (attestato dal 1272 al 1292)[10]
- Teofilo † (menzionato a maggio 1595)[10]
- Filoteo † (menzionato ad aprile 1596)[10]
- Marco † (XVI secolo)[10]
- Atanasio I † (menzionato nel 1601 circa)[10]
- Agapio † (attestato dal 1610 al 1613)[10]
- Callisto † (menzionato nel 1630)[10]
- Giuseppe † (attestato tra il 1655 e il 1660)[10]
- Dionisio † (? - gennaio 1678)[10]
- Gioannizio I † (8 marzo 1678 - dopo il 1687)[10]
- Gioannizio II † (attestato dal 1711 al 1719)[10]
- Nettario † (menzionato nel 1721)[10]
- Teocleto † (prima del 1725)[10]
- Giacomo † (attestato dal 1725 al 1728)[10]
- Teocleto † (attestato dal 1735 al 1741)[10]
- Gregorio I † (luglio 1757 - ?)[10]
- Gregorio II † (giugno 1777 - 1º febbraio 1780)[10]
- Atanasio II † (settembre 1780 - 23 luglio 1794 dimesso)[10]
- Atanasio III † (14 settembre 1794 - luglio 1821 dimesso)[10]
- Partenio † (30 settembre 1821 - 12 ottobre 1823 dimesso)[11]
- Callinico † (17 ottobre 1823 - 21 febbraio 1827 dimesso)[11]
- Neofito † (luglio 1827 - marzo 1836 dimesso)[11]
- Giuseppe † (marzo 1836 - 16 novembre 1837 dimesso)[11]
- Gregorio † (16 novembre 1837 - 1838 deceduto)[11]
- Matteo Aristarchis † (10 novembre 1838 - 21 maggio 1841 eletto metropolita di Ganos)[11]
- Melezio † (21 maggio 1841 - giugno 1846 eletto metropolita di Iconio)[11]
- Gabriele † (giugno 1846 - 11 luglio 1855 eletto metropolita di Eno)[11]
- Gregorio † (11 luglio 1855 - 5 settembre 1858 deceduto)[11]
- Doroteo Scholarios † (23 settembre 1858 - 2 aprile 1870 eletto metropolita di Larissa)[11]
- Gregorio Fourtouniadis † (2 aprile 1870 - 19 luglio 1907 deceduto)[11]
- Germano Mauromatis † (10 agosto 1907 - 14 giugno 1935 dimesso)[11]
- Gioacchino Alexopoulos † (5 settembre 1935 - febbraio 1957 dimesso)[11]
- Damasceno Hatzopoulos † (7 novembre 1957 - 2 dicembre 1968 dimesso)[11]
- Elia Tsakoyiannis † (6 dicembre 1968 - 13 luglio 1974 dimesso)[11]
- Cristodulo Paraskevaidis † (14 luglio 1974 - 28 aprile 1998 eletto arcivescovo di Atene)[11]
- Ignazio Georgakopoulos, dal 10 ottobre 1998